# Pinguili
Pinguili, alternative Bezeichnung: Pinguilí Santo Domingo, ist eine Ortschaft und eine Parroquia rural („ländliches Kirchspiel“) im Kanton Mocha der ecuadorianischen Provinz Tungurahua. Die Parroquia besitzt eine Fläche von 5,98 km². Die Einwohnerzahl lag im Jahr 2010 bei 1273. Die Parroquia wurde am 30. September 1987 gegründet.

## Lage
Die Parroquia Pinguili liegt im Anden-Hochtal von Zentral-Ecuador im Süden der Provinz Tungurahua. Pinguili befindet sich 1,5 km westlich der Stadt Quero auf einer Höhe von 3020 m. Der Río Quero (Río Mocha) begrenzt die Parroquia im Südosten und im Osten.
Die Parroquia Pinguili liegt im Nordosten des Kantons Mocha. Sie grenzt im Westen und im Nordwesten an die Parroquia Mocha, im äußersten Nordosten an Cevallos sowie im Osten und im Südosten an die Parroquia Quero.